# Nekrolog 1196
Nekrolog
◄◄
| ◄
| 1192
| 1193
| 1194
| 1195
| 1196 | 1197 | 1198 | 1199 | 1200 | ► | ►►
Weitere Ereignisse | Allgemeiner Nekrolog 1196
Die Beschreibung der verstorbenen Person sollte so kurz wie möglich gehalten sein und nur deren signifikante Tätigkeit(en) enthalten.
Neue Namen ggf. auch unter dem Geburts- und Sterbedatum, also etwa unter 1. Januar und im Geburts- und Sterbejahr (2024) eintragen (nur bei entsprechender großer Wichtigkeit). Für Beispiele siehe die schon vorhandenen Artikel.
Außerdem über die fünf zuletzt Verstorbenen, zu denen es einen ausreichend guten Artikel für eine Präsentation auf der Hauptseite gibt, nach der todesbedingten Überarbeitung der Artikel ggf. auch unter Wikipedia Diskussion:Hauptseite informieren und sie am besten auch in den anderen Wikipedia-Sprachversionen eintragen. Tipp: Regelmäßig bei news.google.de nach „ist tot“, „gestorben“ oder „verstorben“ suchen.
Wenn eine Person gestorben ist, gibt es viele Seiten zu dieser Person in der Wikipedia, die davon auch betroffen sind und entsprechend aktualisiert werden müssen. Beispiele: Namenübersichtsseite, Geburtsjahr, Geburtsort-Seiten und viele mehr.
Wie finde ich die betroffenen Seiten?
Im Suchfeld auf der linken Seite gibt man den Suchbegriff so ein: „Vorname Nachname“. Dann klickt man auf Volltext und alle Seiten mit entsprechendem Suchtext werden aufgerufen. Hier sieht man dann schnell, wo auch das Todesjahr Sinn macht oder sogar ein Teil des Artikels angepasst werden muss. Auch hilft das „Werkzeug“ auf der linken Seite sehr gut, um solche Seiten aufzufinden: „Links auf diese Seite“. Somit ist die Wikipedia wieder aktuell in allen Bereichen! Hinweis: bei Eintragung der Kategorie „Gestorben JAHR“ wird der Missbrauchsfilter 49 ausgelöst, was jedoch nicht schlimm ist. Siehe: Spezial:Missbrauchsfilter/49
Dies ist eine Liste von im Jahr 1196 verstorbenen bekannten Persönlichkeiten. Die Einträge erfolgen innerhalb der einzelnen Daten alphabetisch sortiert. Tiere sind im Nekrolog für Tiere zu finden.

## März
| Tag     | Name | Beruf, bekannt als         | Alter | Beleg |
| ------- | ---- | -------------------------- | ----- | ----- |
| 7. März | Otto | Fürstbischof von Eichstätt |       |       |

## April
| Tag       | Name                    | Beruf, bekannt als                          | Alter | Beleg |
| --------- | ----------------------- | ------------------------------------------- | ----- | ----- |
| 6. April  | William Fitz Osbert     | englischer Rechtsgelehrter und Revolutionär |       |       |
| 8. April  | Knut I.                 | König von Schweden                          |       |       |
| 24. April | Béla III.               | ungarischer König Béla III. (1172–1196)     |       |       |
| 25. April | Alfons II.              | König von Aragón                            | 39    |       |
| 30. April | Balduin II. von Holland | Bischof von Utrecht                         |       |       |

## Mai
| Tag    | Name                 | Beruf, bekannt als                 | Alter | Beleg |
| ------ | -------------------- | ---------------------------------- | ----- | ----- |
| 2. Mai | Otto VI. von Andechs | Bischof von Bamberg und von Brixen |       |       |

## Juli
| Tag      | Name        | Beruf, bekannt als           | Alter | Beleg |
| -------- | ----------- | ---------------------------- | ----- | ----- |
| 19. Juli | Heinrich I. | Gegenerzbischof von Salzburg |       |       |

## August
| Tag        | Name                 | Beruf, bekannt als                             | Alter | Beleg |
| ---------- | -------------------- | ---------------------------------------------- | ----- | ----- |
| 14. August | Heinrich IV.         | Graf von Luxemburg, Namur, La Roche und Durbuy |       |       |
| 15. August | Konrad II.           | Herzog von Schwaben und Herzog von Rothenburg  |       |       |
| 30. August | Rudolf von Neuenburg | schweizerischer Minnesänger                    |       |       |

## September
| Tag           | Name             | Beruf, bekannt als                         | Alter | Beleg |
| ------------- | ---------------- | ------------------------------------------ | ----- | ----- |
| 11. September | Maurice de Sully | französischer römisch-katholischer Bischof |       |       |

## Oktober
| Tag         | Name                  | Beruf, bekannt als  | Alter | Beleg |
| ----------- | --------------------- | ------------------- | ----- | ----- |
| 12. Oktober | Meinhard von Segeberg | Bischof von Livland |       |       |

## Datum unbekannt
| Tag | Name                    | Beruf, bekannt als                                               | Alter | Beleg |
| --- | ----------------------- | ---------------------------------------------------------------- | ----- | ----- |
|     | Isaak Komnenos Batatzes | byzantinischer Aristokrat, Schwiegersohn von Kaiser Alexios III. |       |       |
|     | Iwan Assen I.           | bulgarischer Herrscher (1190–1195)                               |       |       |
|     | Nissanka Malla          | König von Sri Lanka                                              |       |       |
|     | Ralf II.                | lateinischer Patriarch von Antiochia                             |       |       |
|     | Richard von Acerra      | Graf von Acerra                                                  |       |       |
|     | Wartislaw Swantiboricz  | Kastellan von Stettin                                            |       |       |